# Мечеть Зехр-і Мара
Мече́ть Зехр-і Мара́ (тур. Zehr-i Mar Camii) — мечеть у центрі міста Едірне, Туреччина, збудована Зехр-і Мар Мехмет-беєм, сином Ахмета, у 1548 році.
Від мечеті, що розташовувалася посеред хазіре (цвинтаря при мечеті), оточеного з трьох боків кам'яними стінами, залишилися лише стіни заввишки близько одного метра. При будівництві стін використовувалися грубо обтесаний бутовий камінь та цегла. На бічних фасадах та у напрямку міхраба розташовано по два нижні вікна. Права частина входу до мечеті була облаштована у вигляді підвищення (секі) як притвор.